# Elli Griff
Elli Griff (* 1963 oder 1964) ist eine britische Set-Dekorateurin.

## Leben
Ellie Griff begann ihre Karriere in der Filmbranche Mitte der 1980er Jahre. Ab Ende der 1980er Jahre wirkte sie in Assistenzfunktionen am Szenenbild von Filmproduktionen wie Scandal, Nonnen auf der Flucht, King Ralph oder Captives – Gefangen mit. 
Seit Ende der 1990er Jahre ist sie als hauptverantwortliche Set-Dekorateurin tätig. Im Jahr 2000 verantwortete Griff in Ridley Scott Monumentalfilm Gladiator die Ausstattung in Marokko. Verantwortlicher Szenenbildner bei diesem Film war Arthur Max. Beide kooperierten auch für Ridley Scotts Filme Black Hawk Down, Napoleon und Gladiator II.
Ihre Arbeit an Napoleon brachte Max und Griff bei der Oscarverleihung 2024 eine Nominierung für den Oscar für das Beste Szenenbild ein.

## Filmografie (Auswahl)
- 1999: Captain Jack
- 2000: Gladiator
- 2001: The Others
- 2001: Black Hawk Down
- 2004: Mann unter Feuer (Man on Fire)
- 2005: Dominion: Exorzist – Der Anfang des Bösen (Dominion: Prequel to the Exorcist)
- 2005: Silence Becomes You – Bilder des Verrats (Silence Becomes You)
- 2006: The Black Dahlia
- 2006: Eragon – Das Vermächtnis der Drachenreiter (Eragon)
- 2007: Until Death
- 2007: Die Liebe in den Zeiten der Cholera (Love in the Time of Cholera)
- 2008: Hellboy – Die goldene Armee (Hellboy II: The Golden Army)
- 2010: Prince of Persia: Der Sand der Zeit (Prince of Persia: The Sands of Time)
- 2013: 47 Ronin
- 2014: Edge of Tomorrow
- 2015: Codename U.N.C.L.E. (The Man from U.N.C.L.E.)
- 2016: Die Insel der besonderen Kinder (Miss Peregrine’s Home for Peculiar Children)
- 2017: Ghost in the Shell
- 2019: The Rook (Fernsehserie, 8 Episoden)
- 2020: The Dark Tower (Fernsehfilm)
- 2022: Uncharted
- 2022: Glass Onion: A Knives Out Mystery
- 2023: Napoleon